# Englische Cricket-Nationalmannschaft in den West Indies in der Saison 1959/60
Die Tour der englischen Cricket-Nationalmannschaft auf die West Indies in der Saison 1959/60 fand vom 6. Januar bis zum 31. März 1960 statt. Die internationale Cricket-Tour war Bestandteil der Internationalen Cricket-Saison 1959/60 und umfasste fünf Tests. England gewann die Serie 1–0.

## Vorgeschichte
Es war die erste Tour der beiden Mannschaften in dieser Saison.
Das letzte Aufeinandertreffen der beiden Mannschaften bei einer Tour fand in der Saison 1957 in England statt.

## Stadien
Die folgenden Stadien wurden für die Tour als Austragungsort vorgesehen.
| Stadt         | Land                | Stadion               | Kapazität | Spiele       |
| ------------- | ------------------- | --------------------- | --------- | ------------ |
| Bridgetown    | Barbados            | Kensington Oval       | 11.000    | 1. Test      |
| Georgetown    | Guyana              | Bourda Cricket Ground | 25.000    | 4. Test      |
| Kingston      | Jamaika             | Sabina Park           | 20.000    | 3. Test      |
| Port of Spain | Trinidad und Tobago | Queen’s Park Oval     | 25.000    | 2. & 5. Test |

## Kaderlisten
Die Mannschaften benannten die folgenden Kader.
| Test | Test |
| West Indies | England |
| --- | --- |
| - Garry Alexander (K, wk) - Basil Butcher - Charlie Griffith - Wes Hall - Conrad Hunte - Rohan Kanhai - Easton McMorris - Seymour Nurse - Sonny Ramadhin - Reg Scarlett - Charran Singh - Garry Sobers - Joe Solomon - Clyde Walcott - Chester Watson - Frank Worrell | - Peter May (K) - Colin Cowdrey (VK) - David Allen - Ken Barrington - Ted Dexter - Ray Illingworth - Alan Moss - Jim Parks (wk) - Geoff Pullar - Raman Subba Row - Mike Smith - Brian Statham - Roy Swetman (wk) - Fred Trueman |

## Tests

### Erster Test in Bridgetown
| 6. – 12. Januar Scorecard | Bridgetown | England 482 (188.4) & 71-0 (42) | – | West Indies 563-8d (239.4) |
|                           |            | Remis                           |   |                            |

England gewann den Münzwurf und entschied sich als Schlagmannschaft zu beginnen.

### Zweiter Test in Port of Spain
| 28. Januar – 3. Februar Scorecard | Port of Spain | England 382 (143.5) & 230-9d (90.4) | – | West Indies 112 (68.3) & 244 (134.5) |
|                                   |               | England gewinnt mit 256 Runs        |   |                                      |

England gewann den Münzwurf und entschied sich als Schlagmannschaft zu beginnen.

### Dritter Test in Kingston
| 17. – 23. Februar Scorecard | Kingston | England 277 (104.2) & 305 (123.3) | – | West Indies 353 (156.1) & 175-6 (63) |
|                             |          | Remis                             |   |                                      |

England gewann den Münzwurf und entschied sich als Schlagmannschaft zu beginnen.

### Vierter Test in Georgetown
| 9. – 15. März Scorecard | Georgetown | England 295 (119.2) & 334-8 (149.2) | – | West Indies 402-8d (172) |
|                         |            | Remis                               |   |                          |

England gewann den Münzwurf und entschied sich als Schlagmannschaft zu beginnen.

### Fünfter Test in Port of Spain
| 25. – 31. März Scorecard | Port of Spain | England 393 (123.2) & 350-7d (124) | – | West Indies 338-8d (119.3) & 209-5 (52) |
|                          |               | Remis                              |   |                                         |

England gewann den Münzwurf und entschied sich als Schlagmannschaft zu beginnen.